# 柿下温泉口駅
柿下温泉口駅（かきしたおんせんぐちえき）は、福岡県田川郡香春町大字中津原にある平成筑豊鉄道田川線の駅である。駅番号はHC18。
駅のやや西側を国道322号香春大任バイパスが通る。

## 歴史
- 1993年（平成5年）3月18日：平成筑豊鉄道により開業[1]。

## 駅構造
単式ホーム1面1線を持つ地上駅である。無人駅で駅舎はない。外部とはスロープで結ばれ、バリアフリーに対応している。

## 駅周辺
周辺は雑木林と田畑が多い。
- 蓮台寺
- 稲荷神社
- 柿下温泉（休業中）
- 白川鍼灸院
- 愛宕山照智院
- 浦松公民館
- 浦松遺跡 - 古墳時代から奈良時代の有力者の遺跡。
- 憶念寺
- 柿下区公民館
- 国道322号香春大任バイパス
- 福岡県道204号田川犀川線
- 社会福祉法人香和会農園部

## 隣の駅
平成筑豊鉄道
■田川線
内田駅 (HC19)   - 柿下温泉口駅(HC18)   - 勾金駅 (HC17)